# Copa dos Países Baixos de Futebol de 2024–25
A Copa KNVB 2024–25, oficialmente chamada de TOTO KNVB Beker por motivos de patrocínio, foi a 107ª edição do torneio eliminatório anual nacional de futebol holandês para a Copa dos Países Baixos. Um total de 110 equipes disputaram o troféu, começando em setembro com a primeira das duas rodadas preliminares e terminando em abril de 2025 com a final disputada no Estádio De Kuip, em Roterdão. Os vencedores se classificaram para a fase de liga da Liga Europa da UEFA de 2025–26 e para a Supercopa dos Países Baixos de 2025. 
O Feyenoord era o atual campeão, mas foi eliminado pelo PSV Eindhoven nas quartas de final.

## Calendário
| Fase                     | Sorteio                | Datas das Partidas         |
| ------------------------ | ---------------------- | -------------------------- |
| Primeira fase preliminar | 18 de julho de 2024    | 3–4 de setembro de 2024    |
| Segunda fase preliminar  | 5 de setembro de 2024  | 24–25 de setembro de 2024  |
| Primeira fase            | 28 de setembro de 2024 | 29–31 de outubro de 2024   |
| Segunda fase             | 1 de novembro de 2024  | 17–19 de dezembro de 2024  |
| Oitavas de final         | 20 de dezembro de 2024 | 14–16 de janeiro de 2025   |
| Quartas de final         | 17 de janeiro de 2025  | 4–6 de fevereiro de 2025   |
| Semifinais               | 7 de fevereiro de 2025 | 26–27 de fevereiro de 2025 |
| Final                    | 7 de fevereiro de 2025 | 21 de abril de 2025        |

## Fases Preliminares

### Primeiro Fase
| Equipe 1          | Resultado   | Equipe 2            |
| ----------------- | ----------- | ------------------- |
| VV DOVO           | 2–1         | SVV Scheveningen    |
| Achilles Veen     | 2–1         | Harkemase Boys      |
| Kozakken Boys     | 1–2         | VVSB                |
| SV TEC            | 4–2         | SV Urk              |
| VV Kloetinge      | 1–2         | Quick '20           |
| Rohda Raalte      | 0–4         | Sportlust '46       |
| SV Huizen         | 1–2         | Excelsior Maassluis |
| SV Poortugaal     | 3–1         | ONS Sneek           |
| DVS '33           | 1–2         | OJC Rosmalen        |
| USV Elinkwijk     | 1–1 (3–4 p) | d'Olde Veste        |
| FC Rijnvogels     | 2–0         | Forum Sport         |
| FC De Bilt        | 2–4         | VV Eemdijk          |
| RKSV HBC          | 3–3 (5–6 p) | VV Kolping Boys     |
| VV Smitshoek      | 1–1 (2–4 p) | FC Lisse            |
| SteDoCo           | 2–3         | IJsselmeervogels    |
| HSV Hoek          | 2–1         | SDC Putten          |
| VV Goes           | 2–4         | USV Hercules        |
| SV Meerssen       | 0–1         | SC Genemuiden       |
| VV Sparta Nijkerk | 6–0         | SV Laar             |
| FC Winterswijk    | 2–0         | Blauw-Wit '34       |
| TOGB              | 0–4         | VV Noordwijk        |
| Juliana '31       | 4–2         | VV Geldrop          |
| HVV Hollandia     | 0–1         | UDI '19             |
| HV & CV Quick     | 4–1         | VV UNA              |
| VV Heerjansdam    | 1–4         | Blauw Geel '38      |
| VV Gemert         | 4–0         | Excelsior '31       |
| FC 's-Gravenzande | 0–2         | RKAVV               |
| RKVV EVV          | 0–0 (2–4 p) | RKVV Zwaluw VFC     |
| RKVV DEM          | 1–2         | AFC Ajax (amateurs) |
| VV Capelle        | 3–1         | HSC '21             |
| ASWH              | 3–1         | VV SVBO             |
| ADO '20           | 2–0         | DAW Schaijk         |

### Segunda Fase
| Equipe 1            | Resultado | Equipe 2            |
| ------------------- | --------- | ------------------- |
| ACV                 | 2–5       | IJsselmeervogels    |
| ASWH                | 1–0       | HHC Hardenberg      |
| USV Hercules        | 3–2       | Excelsior Maassluis |
| VV Noordwijk        | 2–0       | Hoek                |
| OJC Rosmalen        | 2–1       | d'Olde Veste        |
| HV & CV Quick       | 0–3       | VV Capelle          |
| RKAV Volendam       | 2–3       | Blauw Geel '38      |
| Rijnsburgse Boys    | 1–0       | Sportlust '46       |
| RKAVV               | 0–1       | VV DOVO             |
| SC Genemuiden       | 1–0       | ADO '20             |
| Sparta Nijkerk      | 4–2       | Achilles Veen       |
| VVSB                | 1–2       | Quick '20           |
| AFC                 | 3–0       | GVVV                |
| AFC Ajax (amateurs) | 1–2       | VV Kolping Boys     |
| BVV Barendrecht     | 4–0       | SV TEC              |
| Gemert              | 0–2       | FC Winterswijk      |
| Juliana '31         | 1–2       | Lisse               |
| SV Poortugaal       | 1–3       | Koninklijke HFC     |
| UDI '19             | 1–2       | Excelsior '31       |
| SteDoCo             | 1–2       | VV Eemdijk          |
| RKVV Zwaluw VFC     | 1–4       | FC Rijnvogels       |

## Primeira Fase
O sorteio da primeira fase ocorreu em 28 de setembro de 2024, com partidas sendo disputadas em 29, 30 e 31 de outubro. Ajax, AZ Alkmaar, Feyenoord, Go Ahead Eagles, PSV Eindhoven e Twente estão fora desta rodada devido à sua participação nas competições europeias.
| Equipe 1         | Resultado | Equipe 2         |
| ---------------- | --------- | ---------------- |
| NEC Nijmegen     | 4–3       | Zwolle           |
| ADO Den Haag     | 1–4       | Cambuur          |
| De Graafschap    | 4–1       | Oss              |
| De Treffers      | 1–4       | Fortuna Sittard  |
| Excelsior        | 2–1       | VVV-Venlo        |
| FC Rijnvogels    | 0–7       | Eindhoven        |
| IJsselmeervogels | 2–3       | Heerenveen       |
| VV Kolping Boys  | 1–5       | Groningen        |
| VV Noordwijk     | 2–1       | Dordrecht        |
| Sparta Nijkerk   | 5–1       | VV Capelle       |
| BVV Barendrecht  | 2–1       | NAC Breda        |
| AFC              | 3–1       | Blauw Geel '38   |
| VV Eemdijk       | 2–1       | OJC Rosmalen     |
| FC Winterswijk   | 1–2       | Heracles Almelo  |
| MVV Maastricht   | 2–1       | Den Bosch        |
| Quick Boys       | 3–0       | Almere City      |
| Rijnsburgse Boys | 3–1       | Roda JC          |
| RKC Waalwijk     | 3–1       | Vitesse          |
| SC Genemuiden    | 2–3       | Willem II        |
| USV Hercules     | 1–6       | Sparta Rotterdam |
| VV DOVO          | 1–5       | Volendam         |
| Koninklijke HFC  | 1–0       | Emmen            |
| Quick '20        | 0–2       | ASWH             |
| SV Spakenburg    | 2–4       | VV Katwijk       |
| Telstar          | 3–0       | Helmond Sport    |
| Lisse            | 1–2       | Utrecht          |

## Segunda Fase
A segunda rodada foi composta por 32 equipes; os 26 vencedores da primeira fase, bem como os seis clubes da Eredivisie que avançaram automaticamente para a segunda fase devido à sua participação em competições europeias de clubes. O sorteio ocorreu em 1º de novembro de 2024, com as partidas sendo disputadas em 17, 18 e 19 de dezembro de 2024.
| Equipe 1         | Resultado   | Equipe 2        |
| ---------------- | ----------- | --------------- |
| PSV Eindhoven    | 8–0         | Koninklijke HFC |
| Eindhoven        | 1–3         | Excelsior       |
| Quick Boys       | 3–1         | Fortuna Sittard |
| RKC Waalwijk     | 4–1         | Cambuur         |
| MVV Maastricht   | 1–2         | Feyenoord       |
| VV Katwijk       | 2–3         | Twente          |
| AFC              | 0–8         | Utrecht         |
| ASWH             | 0–1         | Heerenveen      |
| Heracles Almelo  | 1–0         | NEC             |
| Sparta Rotterdam | 1–1 (4–5 p) | Go Ahead Eagles |
| AZ Alkmaar       | 3–1         | Groningen       |
| VV Noordwijk     | 2–1         | Willem II       |
| De Graafschap    | 4–0         | Sparta Nijkerk  |
| VV Eemdijk       | 1–6         | BVV Barendrecht |
| Rijnsburgse Boys | 2–0         | Volendam        |
| Ajax             | 2–0         | Telstar         |

## Fase Final

### Tabelão até a final
|  | Oitavas de final | Oitavas de final |      |                 | Quartas de final | Quartas de final |  |                 | Semifinais | Semifinais |  |            | Final | Final |
|  |                  |                  |      |                 |                  |                  |  |                 |            |            |  |            |       |       |
|  | AZ Alkmaar       | 2                |      |                 |                  |                  |  |                 |            |            |  |            |       |       |
|  | Ajax             | 0                |      |                 |                  |                  |  |                 |            |            |  |            |       |       |
|  | Ajax             | 0                |      | Heracles Almelo | 2                |                  |  |                 |            |            |  |            |       |       |
|  |                  |                  |      | Heracles Almelo | 2                |                  |  |                 |            |            |  |            |       |       |
|  |                  | Utrecht          | 0    |                 |                  |                  |  |                 |            |            |  |            |       |       |
|  | VV Noordwijk     | Utrecht          | 0    | 1               |                  |                  |  |                 |            |            |  |            |       |       |
|  | VV Noordwijk     |                  |      | 1               |                  |                  |  |                 |            |            |  |            |       |       |
|  | BVV Barendrecht  | 0                |      |                 |                  |                  |  |                 |            |            |  |            |       |       |
|  | BVV Barendrecht  | 0                |      |                 |                  |                  |  | PSV Eindhoven   | 1          |            |  |            |       |       |
|  |                  |                  |      |                 |                  |                  |  | PSV Eindhoven   | 1          |            |  |            |       |       |
|  |                  | Go Ahead Eagles  | 2    |                 |                  |                  |  |                 |            |            |  |            |       |       |
|  | PSV Eindhoven    | Go Ahead Eagles  | 2    | 5               |                  |                  |  |                 |            |            |  |            |       |       |
|  | PSV Eindhoven    |                  |      | 5               |                  |                  |  |                 |            |            |  |            |       |       |
|  | Excelsior        | 4                |      |                 |                  |                  |  |                 |            |            |  |            |       |       |
|  | Excelsior        | 4                |      | PSV Eindhoven   | 2                |                  |  |                 |            |            |  |            |       |       |
|  |                  |                  |      | PSV Eindhoven   | 2                |                  |  |                 |            |            |  |            |       |       |
|  |                  | Feyenoord        | 0    |                 |                  |                  |  |                 |            |            |  |            |       |       |
|  | Go Ahead Eagles  | Feyenoord        | 0    | 3               |                  |                  |  |                 |            |            |  |            |       |       |
|  | Go Ahead Eagles  |                  |      | 3               |                  |                  |  |                 |            |            |  |            |       |       |
|  | Twente           | 1                |      |                 |                  |                  |  |                 |            |            |  |            |       |       |
|  | Twente           | 1                |      |                 |                  |                  |  |                 |            |            |  | AZ Alkmaar | 1(2)  |       |
|  |                  |                  |      |                 |                  |                  |  |                 |            |            |  | AZ Alkmaar | 1(2)  |       |
|  |                  | Go Ahead Eagles  | 1(4) |                 |                  |                  |  |                 |            |            |  |            |       |       |
|  | RKC Waalwijk     | Go Ahead Eagles  | 1(4) | 1               |                  |                  |  |                 |            |            |  |            |       |       |
|  | RKC Waalwijk     |                  |      | 1               |                  |                  |  |                 |            |            |  |            |       |       |
|  | Utrecht          | 2                |      |                 |                  |                  |  |                 |            |            |  |            |       |       |
|  | Utrecht          | 2                |      | Go Ahead Eagles | 3                |                  |  |                 |            |            |  |            |       |       |
|  |                  |                  |      | Go Ahead Eagles | 3                |                  |  |                 |            |            |  |            |       |       |
|  |                  | VV Noordwijk     | 1    |                 |                  |                  |  |                 |            |            |  |            |       |       |
|  | Rijnsburgse Boys | VV Noordwijk     | 1    | 1               |                  |                  |  |                 |            |            |  |            |       |       |
|  | Rijnsburgse Boys |                  |      | 1               |                  |                  |  |                 |            |            |  |            |       |       |
|  | Feyenoord        | 4                |      |                 |                  |                  |  |                 |            |            |  |            |       |       |
|  | Feyenoord        | 4                |      |                 |                  |                  |  | Heracles Almelo | 2(3)       |            |  |            |       |       |
|  |                  |                  |      |                 |                  |                  |  | Heracles Almelo | 2(3)       |            |  |            |       |       |
|  |                  | AZ Alkmaar       | 2(4) |                 |                  |                  |  |                 |            |            |  |            |       |       |
|  | De Graafschap    | AZ Alkmaar       | 2(4) | 0               |                  |                  |  |                 |            |            |  |            |       |       |
|  | De Graafschap    |                  |      | 0               |                  |                  |  |                 |            |            |  |            |       |       |
|  | Heracles Almelo  | 2                |      |                 |                  |                  |  |                 |            |            |  |            |       |       |
|  | Heracles Almelo  | 2                |      | AZ Alkmaar      | 3                |                  |  |                 |            |            |  |            |       |       |
|  |                  |                  |      | AZ Alkmaar      | 3                |                  |  |                 |            |            |  |            |       |       |
|  |                  | Quick Boys       | 1    |                 |                  |                  |  |                 |            |            |  |            |       |       |
|  | Quick Boys       | Quick Boys       | 1    | 3               |                  |                  |  |                 |            |            |  |            |       |       |
|  | Quick Boys       |                  |      | 3               |                  |                  |  |                 |            |            |  |            |       |       |
|  | Heerenveen       | 2                |      |                 |                  |                  |  |                 |            |            |  |            |       |       |

### Oitavas de Final
Os 16 vencedores da segunda rodada entraram nas oitavas de final. O sorteio ocorreu em 20 de dezembro de 2024, com as partidas sendo disputadas em 14, 15 e 16 de janeiro de 2025.
| Equipe 1         | Resultado | Equipe 2        |
| ---------------- | --------- | --------------- |
| AZ Alkmaar       | 2–0       | Ajax            |
| VV Noordwijk     | 1–0       | BVV Barendrecht |
| PSV Eindhoven    | 5–4       | Excelsior       |
| Go Ahead Eagles  | 3–1       | Twente          |
| RKC Waalwijk     | 1–2       | Utrecht         |
| Rijnsburgse Boys | 1–4       | Feyenoord       |
| De Graafschap    | 0–2       | Heracles Almelo |
| Quick Boys       | 3–2       | Heerenveen      |

### Quartas de Final
Os oito vencedores das oitavas de final avançaram para as quartas de final. O sorteio ocorreu em 17 de janeiro de 2025, e as partidas foram disputadas em 4, 5 e 6 de fevereiro de 2025.
| Equipe 1        | Resultado | Equipe 2     |
| --------------- | --------- | ------------ |
| Heracles Almelo | 2–0       | Utrecht      |
| PSV Eindhoven   | 2–0       | Feyenoord    |
| Go Ahead Eagles | 3–1       | VV Noordwijk |
| AZ Alkmaar      | 3–1       | Quick Boys   |

### Semifinais
Os quatro vencedores das quartas de final entraram nas semifinais. As partidas foram disputadas em 26 e 27 de fevereiro de 2025.
| Equipe 1        | Resultado   | Equipe 2        |
| --------------- | ----------- | --------------- |
| PSV Eindhoven   | 1–2         | Go Ahead Eagles |
| Heracles Almelo | 2–2 (3–4 p) | AZ Alkmaar      |

### Final
A final foi realizada entre os dois vencedores da semifinal em 21 de abril de 2025.
| 21 de abril de 2025 | AZ Alkmaar         | 1 – 1     | Go Ahead Eagles    | Estádio De Kuip, Roterdão                   |
| 18:00 (UTC+2)       | Parrott 54' (pen.) | Relatório | Deijl 90+9' (pen.) | Público: 42 972 Árbitro: NED Danny Makkelie |

|                                        |     | Penalidades                  |  |
| Meerdink Koopmeiners Buurmeester Lahdo | 2–4 | Deijl Tengstedt Smit Dirksen |  |

## Premiação
| Copa dos Países Baixos de 2024–25 Copa KNVB de 2024–25 |
| Bandeira de Overissel                                  |
| ------------------------------------------------------ |
| Go Ahead Eagles Campeão (1° título)                    |